# SP-264
A SP-264 é uma rodovia radial do estado de São Paulo, administrada pelo Departamento de Estradas de Rodagem do Estado de São Paulo (DER-SP).

## Denominações
Recebe as seguintes denominações em seu trajeto:
Nome:	João Leme Dos Santos, Rodovia
- De - até:	SP-270 (Sorocaba) - Salto de Pirapora
- Legislação:	LEI 10.075 DE 24/04/68

Nome:	Francisco José Ayub, Rodovia
- De - até:	Salto de Pirapora - SP-250 (Pilar do Sul)
- Legislação:	LEI 965 DE 09/04/76

## Descrição
Principais pontos de passagem: SP 270 (Sorocaba) - Salto de Pirapora - SP 250 (Pilar do Sul)

## Características

### Extensão
- Km Inicial: 102,050
- Km Final: 143,400

### Localidades atendidas
- Sorocaba
- Votorantim
- Salto de Pirapora
- Pilar do Sul